# 锡兰莲属
锡兰莲属（学名：Naravelia）是毛茛科下的一个属，为草质藤本植物。该属共有4种，分布于印度、马来西亚。